# Ebo oblongus
Ebo oblongus är en spindelart som beskrevs av Simon 1895. Ebo oblongus ingår i släktet Ebo och familjen snabblöparspindlar. Inga underarter finns listade i Catalogue of Life.